# 村尾信尚
村尾 信尚（むらお のぶたか、1955年〈昭和30年〉10月1日 - ）は、日本の経済学者、関西学院大学教授、シナネンホールディングス取締役、ジャパン・プラットフォーム顧問。
元財務官僚で、大蔵省主計局総務課課長補佐、三重県総務局長、大蔵省主計局主計官、日本テレビ『NEWS ZERO』メインキャスター等を歴任。

## 人物
岐阜県高山市出身。実父は郵政省技官を経て、妻の実家に養子入りし、高山で製材業を営んでいた。岐阜県立斐太高等学校を経て、1978年3月に一橋大学経済学部卒業。大学ではスキー部に所属。
1978年4月に大蔵省に入省。同期入省に真砂靖（財務事務次官、主計局長、大臣官房長）、古谷一之（内閣官房副長官補、国税庁長官）、中尾武彦（アジア開発銀行総裁、財務官）、鈴木正規（AFSコーポレーション会長、イオン銀行会長、環境事務次官、環境省大臣官房長）、中島秀夫（公正取引委員会事務総長）、大久保和正（武蔵野大学教授）、木村嘉秀（関東財務局金融安定監理官）らがいる。
総務部長（後に総務局長）として三重県に出向していた頃、職員によるカラ出張問題が発覚した。この問題への対処を通して、納税者の視点から行政改革を推進していかねばならないという結論に至り、のちにNPO団体の立ち上げや三重県知事選挙に出馬するなどの活動を開始したという。
1998年、大蔵省だけで112人もの処分者を出した、いわゆるノーパンしゃぶしゃぶ接待事件として知られる「大蔵省接待汚職事件」で大揺れに揺れる本省に主計局主計官として帰任。外務省及び通商産業省の予算査定を担当する中で、ジャパン・プラットフォーム設立を実現した。
2001年から国債課長を務め、日本国債の信用格付けがボツワナ国債以下となる異常な状況の中、個人向け国債の創設などを行った。2002年から環境省総合環境政策局総務課長として環境予算の取りまとめにあたっていた。
北川正恭三重県知事退任後の三重県知事選挙出馬のため、同年12月24日に予算案が閣議決定された後、財務省を退官した。2003年の第15回統一地方選挙期間に実施された三重県知事選挙に臨んだものの、県民の支持は広がらず惨敗した（4人中の3位で落選）。
落選後は無職の状態となっていたが、大蔵省の元同僚の紹介で、2003年より新設された関西学院大学東京事務所の教授に1年の有期雇用契約で就任。テレビ等でコメンテーターを務めるかたわら、以前から主張し続けている『納税者の視点に立った行政改革の推進』と『武装護憲論』を提唱している。
2006年10月2日から2018年9月29日まで、日本テレビ系列『NEWS ZERO』のメインキャスター（アンカーマン）を務めていた。

## 経歴
- 1968年：高山市立西小学校卒業[7]
- 1971年：高山市立中山中学校卒業[7]
- 1974年：岐阜県立斐太高等学校卒業[7]
- 1977年：国家公務員上級試験（経済）合格[8]
- 1978年：一橋大学経済学部卒業
- 1978年：大蔵省入省、関税局企画課配属
- 1980年：大蔵省大臣官房調査企画課
- 1981年：外務省研修所（大蔵省大臣官房付）
- 1982年：外務省在ニューヨーク日本総領事館副領事
- 1985年：大蔵省理財局国庫課課長補佐（総括・国庫調査・国庫一）[9]
- 1987年：大蔵省主計局総務課課長補佐（企画担当）[10]
- 1988年：大蔵省主計局主計官補佐（公共事業第二係主査）
- 1990年：大蔵省理財局資金第一課課長補佐
- 1993年：大蔵省大臣官房企画官兼理財局資金第一課
- 1995年：三重県総務部長
- 1998年：三重県総務局長（改組）
- 1998年：大蔵省主計局主計官（外務、通産、経済協力係担当）
- 2000年：大蔵省主計局主計官（外務、経済協力、経済産業係担当）
- 2000年：大蔵省理財局資金第二課長
- 2001年：財務省理財局計画官（内閣・財務、厚生労働、文部科学、経済産業、国土交通係担当）
- 2001年：財務省理財局国債課長兼独立行政法人経済産業研究所コンサルティングフェロー
- 2002年：環境省総合環境政策局総務課長
- 2002年：退官
- 2003年：第15回統一地方選挙三重県知事選挙出馬・落選
- 2003年：関西学院大学東京事務所教授（任期1年）
- 2006年10月 - 2018年9月：日本テレビ系列『NEWS ZERO』メインキャスター（アンカーマン）
- 2011年10月 - ：関西学院大学 経営戦略研究科 会計専門職専攻（アカウンティングスクール） 教授[1]
- 2019年10月：ジャパン・プラットフォーム顧問[11]
- 2021年6月：シナネンホールディングス取締役（監査等委員）[12]

## エピソード
- 村尾がイギリスからヨーロッパに旅行中に乗った1000人乗りフェリーが、ドーバー海峡で貨物船と衝突し、貨物船が沈没する事故に遭遇した（貨物船の乗務員は全員救助された）。
- 「自己中心的な人は組織で長持ちしない」という持論を持っている。人望と伝える力が重要だとコメントしている。

## 三重県知事選挙出馬・落選
- 村尾は、大蔵省のキャリア官僚であった1995年から3年間、三重県に総務部長として出向した。当時、三重県知事に就任したばかりの北川正恭知事の改革路線に事務方の先頭に立って辣腕をふるったと言われている。その後、財務省に戻り環境省総合政策局総務課長等を務めていたが、2002年に北川正恭知事が3期目の知事選への不出馬を表明すると、水面下で民主党関係者から出馬の打診があり、12月25日に退職し、三重県知事選挙への出馬を表明した。出馬の経緯から、北川の後継候補として民主党などからの推薦や支援等を得ながら選挙戦を展開するものと見られていたが、「既成政党からの推薦を一切受けない」と村尾本人が表明したことで既成政党からの不満が続出した。また、三重県総務部長在職中に行った急進改革路線に不満を抱いていた県職員労働組合や教職員組合が支援に難色を示し、連合三重等が当時松阪市長を務めていた野呂昭彦に出馬を打診した。当初は支援すると見られていた三重県選出の岡田克也や中川正春等の国会議員等もこれらの動きから支援を断念し、北川知事も表面だっての支援を行わなかった。
- 選挙戦では一部の三重県議等からの支援はあったものの、既存の政治団体等からの大きな支援はなくボランティアを中心に選挙戦を展開した。また、従来から親交のあった財部誠一・榊原英資・神津カンナ・福岡政行・堂本暁子・浅野史郎・松島みどり等が応援に入った。

### 選挙結果
| 当落 | 得票数  | 候補者   | 党派                                 | 略歴                   |
| ---- | ------- | -------- | ------------------------------------ | ---------------------- |
| 当   | 473,246 | 野呂昭彦 | 無所属（民主党・自由党・社民党推薦） | 松阪市長、元衆議院議員 |
|      | 173,433 | 水谷俊郎 | 無所属                               | 三重県議会議員         |
|      | 171,200 | 村尾信尚 | 無所属                               |                        |
|      | 48,616  | 鈴木茂   | 無所属（共産党推薦）                 |                        |

## 武装護憲論
日本国憲法を昔と変わらぬまま解釈し続ける現在の日本人の行為は、ビジネス面で対中国政策に有利であるという理論。憲法を改正すれば、中国はそれを機に一気に、ビジネス面での日本離れを加速させ、『アジアの経済大国』の座を中国に明け渡す可能性がある、と憲法改正を危惧する内容となっている。

## メディア
報道・情報番組
| 期間                         | 期間                         | 番組名                                                                      | 役職                     |
| ---------------------------- | ---------------------------- | --------------------------------------------------------------------------- | ------------------------ |
| 1991年1月                    | 2005年3月                    | ウェークアップ!（よみうりテレビ）                                           | ゲストコメンテーター     |
| 1993年4月                    | 2004年9月                    | ザ・ワイド（日本テレビ・よみうりテレビ→よみうりテレビ・日本テレビ共同制作） | ゲストコメンテーター     |
| 2004年10月                   | 2006年9月                    | ムーブ!（朝日放送〈現在：ABC TV〉）                                         | 火曜日コメンテーター     |
| 2005年4月2日                 | 2006年9月30日                | ウェークアップ!ぷらす（よみうりテレビ）                                     | 不定期コメンテーター     |
| 2006年4月3日                 | 2006年4月3日                 | NNN Newsリアルタイム（日本テレビ）                                          | ゲストコメンテーター     |
| 2006年10月2日                | 2018年9月29日                | NEWS ZERO（日本テレビ）                                                     | キャスター               |
| 2018年10月                   | 2023年3月                    | 報道ランナー（関西テレビ）                                                  | 不定期コメンテーター     |
| 2019年4月                    | 2021年3月2日                 | チャント!（CBC）                                                            | 火曜日コメンテーター     |
| 2019年                       | 2021年3月                    | じょんのび日本遺産（TBS）                                                   | 不定期出演               |
| 2021年4月                    | 現在                         | 日経スペシャル 人生100年時代 マネーのまなび（BSテレビ東京）                 | メインMC                 |
| 2021年11月23日・2022年1月5日 | 2021年11月23日・2022年1月5日 | ニュースOne→NEWS ONE（東海テレビ）                                          | ゲストコメンテーター     |
| 2022年4月11日                | 2023年3月27日                | ニュースOne→NEWS ONE（東海テレビ）                                          | 隔週月曜日コメンテーター |

バラエティ・特別・ラジオ番組・その他
- 行列のできる法律相談所（日本テレビ）
- ZERO×選挙（日本テレビ、2007年7月29日・2009年8月30日・2014年12月14日・2016年7月10日・2017年10月22日）：メインキャスター
- 人生が変わる1分間の深イイ話（日本テレビ、2008年2月25日）
- 嵐にしやがれ（日本テレビ、2012年11月10日・2015年11月14日）
- 世界一受けたい授業（日本テレビ、2016年12月3日）
- 高橋みなみの これから、何する〜（TOKYO FM、2018年10月16日）
- 中京テレビ開局50年 ブラザー presents 潜入!絶滅動物研究所〜守ろう、地球のたからもの〜（中京テレビ、2019年7月21日）：ナビゲーター[13]
- ソクラテスのため息〜滝沢カレンのわかるまで教えてください〜（2019年10月16日 - テレビ東京）
- まーけっとNavi（日テレNEWS24）
- くにまる食堂（文化放送、2024年4月2日 -、火曜日 9時台10時台パートナー）

## 著書
- 『役所は変わる。もしあなたが望むなら』 淡交社、ISBN 4-473-01829-6
- 『「行政」を変える!』講談社〈講談社現代新書〉、ISBN 4-06-149734-0